# Paola Tovaglia
Paola Tovaglia, nota talora anche come Paola Maralli o Peev Agliato (Milano, 9 aprile 1965 – Milano, 6 aprile 1994), è stata una conduttrice televisiva, doppiatrice e cantante italiana, autrice e conduttrice del programma per ragazzi Ciao Ciao (1989-1991) su Rete 4 e collaboratrice del gruppo rock demenziale Elio e le Storie Tese nei primi anni della loro carriera discografica.

## Biografia
Lo pseudonimo Maralli era un lucchetto ottenuto dai cognomi delle sue due nonne, Marazzina e Vigorelli, mentre Peev Agliato fu un anagramma di Pee Tovaglia coniato in occasione della sua collaborazione con Elio e le Storie Tese e Claudio Bisio.
Da adolescente scriveva poesie, suonava la chitarra e cantava canzoni scritte da lei stessa, partecipando anche come concorrente in occasione di trasmissioni televisive riservate a giovani talenti, come quelle condotte da Lucio Flauto per Antenna 3 Lombardia.
Nel 1986 partecipò a un'audizione per il telefilm tratto dal cartone animato Kiss Me Licia e venne presa come doppiatrice del personaggio Grinta. Comparve anche nel ruolo della maestra nella serie televisiva Balliamo e cantiamo con Licia.
Nel 1989 diventò conduttrice della trasmissione Ciao Ciao cantandone anche la sigla di apertura. Nel 1992 fu inviata speciale della stessa trasmissione, interpretando L'investigatrice della natura nella miniserie Sulle orme di Paola, dove raccontava in modo divertente il mondo degli animali attraverso alcune famose riserve naturali; lavorò anche nella miniserie Una vacanza fantasmagorica, dando vita a una singolare acchiappafantasmi, alla scoperta delle tradizioni e dei luoghi storici dell'Inghilterra. Sempre nello stesso anno, durante le vacanze di Natale, fu ospite presso un ospedale milanese (nei reparti pediatrici), per un piccolo spettacolo allestito assieme ad altri volti noti del programma Ciao Ciao. L'anno successivo le sue apparizioni nella trasmissione Ciao Ciao Mattina si fecero più sporadiche e occasionali.
Paola Tovaglia morì prematuramente il 6 aprile 1994, tre giorni prima di compiere 29 anni a causa di una grave forma di tumore al cervello. Nonostante fosse stata operata, la malattia ebbe il sopravvento. Riposa nel cimitero di Montemurlo, in provincia di Prato.

## Televisione
- Ciao Ciao (Rete 4, 1989-1990, 1991-1992; Italia 1, 1990-1991, 1992-1994)

## Doppiaggio

### Doppiatrice di cartoni animati
- Pizzazz in Jem
- Jonathan Allen in Che famiglia è questa Family!
- Palmina e Fortunato in Mio Mini Pony
- Mino in Memole dolce Memole
- Paolo in È quasi magia Johnny
- Tommy e Pee Bee in Denny
- Bianca Dupree e Microchip in Siamo quelli di Beverly Hills
- Favolino in Gli amici Cercafamiglia
- Lavinia in Lovely Sara
- Flavia (1ª voce) in Viaggiando nel tempo
- Jimmy Bean in Pollyanna
- Sissy (canto) in Diventeremo famose
- Susi in Ciao, Sabrina
- Tommy in Piccola, bianca Sibert
- Lorry in Evviva Palm Town
- Sheela in Evelyn e la magia di un sogno d'amore
- Milly in Milly, un giorno dopo l'altro
- Hilary Kamigi in Hilary
- Carla in Kidd Video
- Cippi in Dolceluna
- Clémentine in Clémentine
- Birba in Un mondo di magia
- Cappuccetto Rosso in Le fiabe son fantasia
- Sallie Gardiner (ep. 15-18) in Una per tutte, tutte per una
- Bridget e Peter in Piccolo Lord

### Voce narrante
Paola Tovaglia è stata anche la voce narrante di due collane in musicassetta uscite in edicola.
- Gioca e Suona con Cristina: corso musicale per bambini. La sua voce guida i bambini nell'esecuzione degli esercizi musicali di Cristina D'Avena.
- Storie e Cartoni in TV: in questa collana vengono riproposti episodi di cartoni animati famosi, di cui alcuni sono doppiati da Paola. Con Pietro Ubaldi, ha cantato la sigla di apertura della collana, intitolata "Storie".

### Cantante
- Paola Tovaglia ha cantato alcune sigle del programma Ciao Ciao:
  - Per me, per te, per noi Ciao Ciao (Alessandra Valeri Manera/Vincenzo Draghi), con I Piccoli Cantori di Milano e Pietro Ubaldi, voce del pupazzo Four (album Fivelandia 7);
  - Finalmente Ciao Ciao (Alessandra Valeri Manera/Vincenzo Draghi), con I Piccoli Cantori di Milano, Pietro Ubaldi, Flavio Albanese, Marco Milano e Davide Garbolino, voce del pupazzo Fourino (album Fivelandia 8);
  - Corre il treno di Ciao Ciao (Alessandra Valeri Manera/Vincenzo Draghi), con I Piccoli Cantori di Milano, Guido Cavalleri, Marta Iacopini, Pietro Ubaldi (album Fivelandia 9);
- Insieme a Pietro Ubaldi ha interpretato tutte le canzoni contenute nei cartoni Le avventure di Teddy Ruxpin (voce cantata di tutti i folletti) e Vola mio mini pony (voce cantata di Megan e di tutti i pony);
- Ha cantato le canzoni di Sissy, l'amica di Alba, in Diventeremo famose;
- Insieme a Enzo Draghi ha interpretato le canzoni di Susi nel serie animata Ciao, Sabrina;
- Con lo pseudonimo di "Peev Agliato" ha collaborato sia con Claudio Bisio (nella canzone La droga fa male contenuta nell'album Paté d'animo), che con gli Elio e le Storie Tese (nelle canzoni Piattaforma (la voce di Enzo) e Cateto (la voce di "una donna che viveva ad Erba (CO)") contenute nell'album Elio Samaga Hukapan Kariyana Turu). Nelle esibizioni dal vivo con gli Elii nella parte di Enzo (un ragazzo che ha un rapporto incestuoso con il padre, interpretato da Elio) si presentava a sorpresa vestita da giovane studentello, con i calzoni corti e lo zainetto sulla schiena. Quando la struttura teatrale lo permetteva, saliva sul palco attraversando la corsia della platea salterellando come un bimbo.

### Video musicali
- Enzo in Chi ha incastrato Elio e le Storie Tese?

### Telefilm
- Giordano Garramone in Licia dolce Licia, Teneramente Licia, Balliamo e cantiamo con Licia
- Valerio Floriani in Arriva Cristina, Cristina, Cri Cri

### Soap opera
- Kassie Wesley e Annabelle Gurwitch in Sentieri
- Janice Lynde in Una vita da vivere
- Karen Kelly in Rituals

### Attrice
- La maestra di Andrea, Elisa e Grinta in Balliamo e cantiamo con Licia

- 2018 – Ciao Sabrina (The Lost Original Tape)

## Omaggi
- Le fu dedicato l'editoriale del numero 38 della rivista Mangazine (agosto 1994).
- L'album Italyan, Rum Casusu Çikti del gruppo Elio e le Storie Tese è dedicato a Paola Tovaglia.
- Nel 1996 la manifestazione Tokimeki Anime Awards proclama Paola come "doppiatore più amato dal pubblico" e istituisce il "premio Paola Tovaglia" per il "nuovo doppiatore più amato".
- Nel 1999 Manuel De Peppe e Enzo Draghi (con la collaborazione di Luciano De Marini) le dedicano la canzone A Paola il cui testo è tratto da alcune poesie scritte dalla stessa Paola Tovaglia.[3]
- Ogni anno a Milano a inizio aprile gli artisti di strada della compagnia Bandaneve e i sette nani organizzano la manifestazione Il mondo in piazza per Paola Tovaglia con lo scopo di raccogliere fondi a favore della VIDAS, l'associazione di volontariato che ha fornito assistenza a Paola negli ultimi mesi di vita.
- Nella puntata Bim Bum Bam Generation andata in onda domenica 28 maggio 2017, Mediaset Extra le tributa un omaggio con degli spezzoni del programma televisivo Ciao Ciao in compagnia del pupazzo Four.